# 3DJuegos
3DJuegos es una página web española especializada en videojuegos. Sus contenidos se estructuran atendiendo a las diferentes plataformas existentes y entre ellos se pueden encontrar valoraciones de juegos, noticias relacionadas con el sector, trucos y consejos, videos de los juegos, entrevistas. Tienen canales propios en diferentes plataformas de video bajo demanda, como Youtube.

## Historia
3DJuegos se fundó en Zaragoza (España), en junio de 2005, por Enrique Morera, Daniel Mauro y Enrique García, ex desarrolladores de videojuegos bajo las marcas Efecto Caos, Chaos Effect y Xpiral. Creada inicialmente como una revista especializada en ordenadores personales, desde abril de 2006 comenzó a centrarse también en juegos para videoconsolas como PlayStation, Xbox y Nintendo. En la actualidad cubre todo tipo de contenidos relacionados con los videojuegos e incluye coberturas en directo desde ferias internacionales como la Electronic Entertainment Expo (E3) o Gamescom.
En 2009 comenzó la comunidad de usuarios a través de foros que creaban los propios usuarios y que permiten comentar temas de actualidad, tecnología, competiciones o humor. Esta apertura a la comunidad fue una de las grandes novedades de 3DJuegos e incluía características poco comunes en aquel entonces, como el seguimiento de juegos en un área personal del usuario, réplicas rápidas, citas o menciones, y mensajería.
Es una de las revistas más consultadas del sector junto con Vandal, Hobbyconsolas, Eurogamer, y Meristation. Desde 2010 se ha mantenido como uno de los sitios web de videojuegos más visitado en España, según datos controlados por OJD, con 3,8 millones de usuarios únicos. Cuentan en su plantilla con redactores de renombre como Chema Mansilla o Mario Gómez.

## Internacionalización
Desde 2017, 3DJuegos forma parte del grupo internacional Webedia, que agrupa medios relacionados con el ocio y el entretenimiento en diferentes áreas del mundo como son Sensacine, Jeuxvideo o Allociné. A finales de ese año 3DJuegos abrió oficinas en Ciudad de México con un equipo editorial dedicado a crear contenidos específicos para México, complementando así su oferta en Latinoamérica. Ese mismo año Webedia y 3DJuegos lanzaron su web de videojuegos dedicada a los eSports.